# Škoda 1201
Škoda 1201 — сімейство легкових автомобілів, що виготовлялося підприємством AZNP Skoda (чеськ. Automobilové závody, národní podnik Škoda — автомобільний завод народного підприємства «Шкода») у 1954—1961 рр. Являло собою несуттєву модернізацію попереднього сімейства — Škoda 1200.
Характерні особливості — хребтова рама, незалежна ресорна підвіска усіх коліс (шасі аналогічне попереднику).
Загалом було виготовлено 33 473 автомобілі.

## Історія

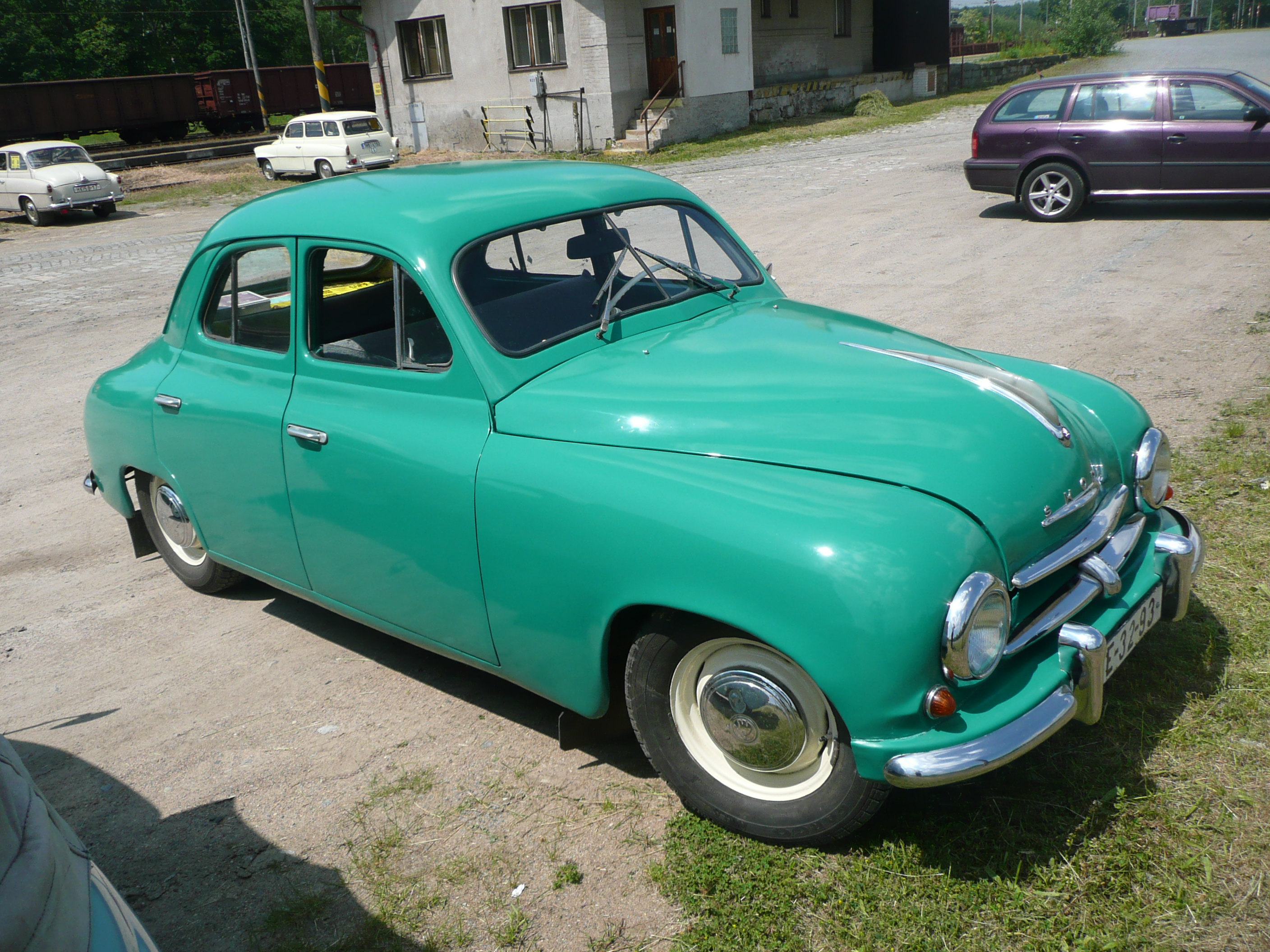
Седан Škoda 1201 (був знятий з виробництва у 1959 р.)

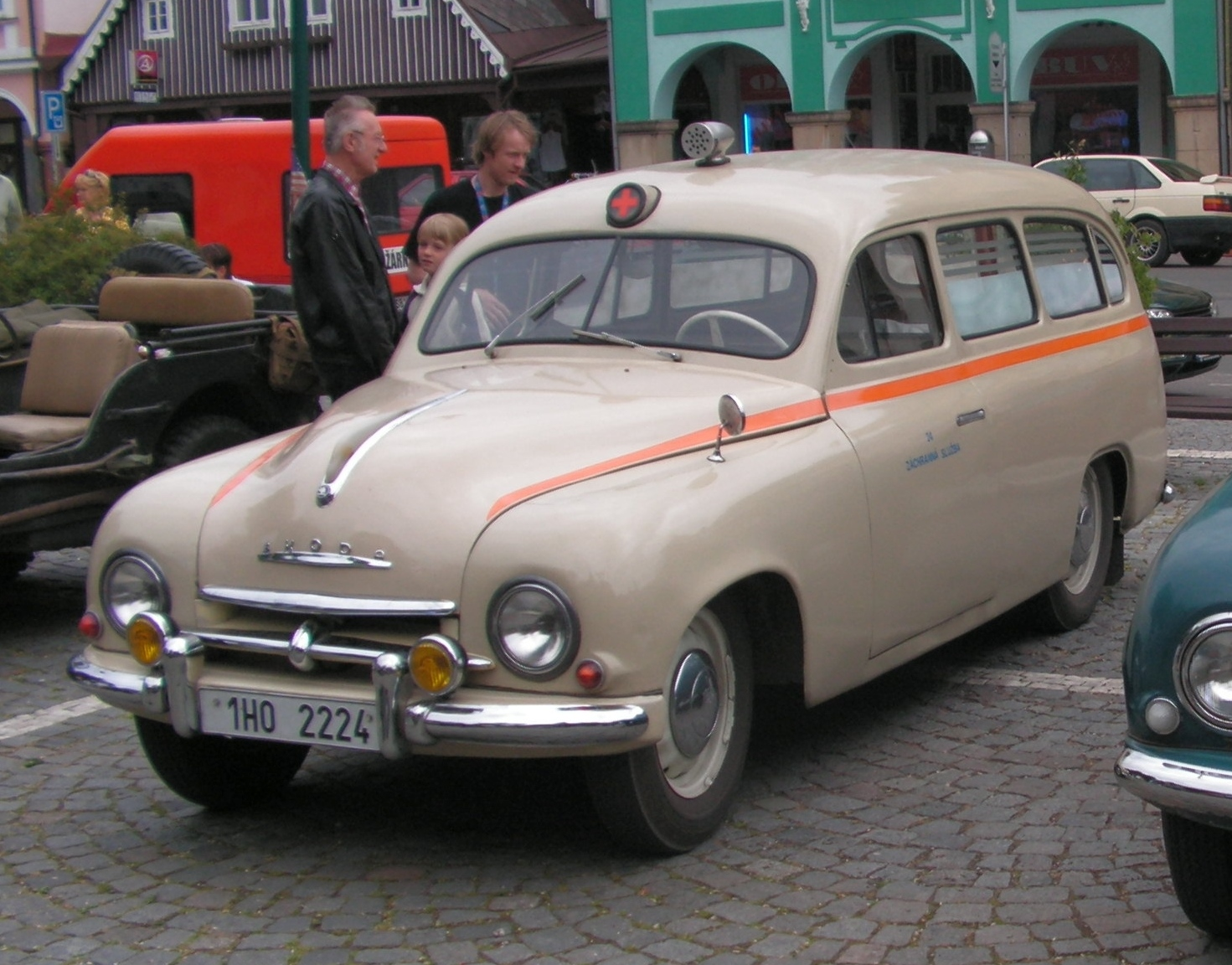
Карета швидкої допомоги відрізнялась довшим кузовом, перегородкою у салоні

Від попередника Škoda 1201 (typ 980) відрізнялася потужнішим 45-сильним двигуном (завдяки збільшенню ступеня стиску до 7:1, вертикальному карбюратору Jikov 32 SOP, новому паливному насосу й системі випуску відпрацьованих газів), що давав змогу розвивати 115 км/год при тій самій витраті палива.
Автомобіль мав зовнішні пороги кузова, ліхтарі поворотів (замість механічних покажчиків повороту типу «прапорців»), нові ручки дверей. У коробці передач з'явився синхронізатор вмикання другої передачі.
У 1955 р. у Млада-Болеславі розпочалось виробництво нової моделі Škoda 440, тож там залишили тільки виробництво двигунів та шасі «Шкоди 1201». Виготовлення кузовів седан перенесли до філіалу у Квасині, а всіх інших (зокрема універсалів) — у Врхлабі. У цьому ж році з'явився пікап, вантажністю 710 кг. Останній мав попит у країнах Близького Сходу та Північної Африки. Для експорту у Квасинах виготовлявся седан Škoda 1201 De Luxe з двоколірним розфарбуванням, додатковими молдингами й багатшим оздобленням салону.
У 1956 р. з'явились дослідні зразки Škoda 1201 Rapid із зміненою передньою та задньою частиною кузова, зсувним люком, хромованими ковпаками, що повністю закривали диск. Бензобак автомобілів перейшов у багажник. Škoda 1201 Rapid була представлена на виставці у Брно (тодішній Чехословацькій інженерній виставці, попередниці відомого Міжнародного машинобудівного ярмарку). Оновлений седан мав замінити Škod'у 1201, однак заміною стала Škoda 440 Spartak й виробництво Škod'и 1201 Rapid далі дослідних зразків не просунулось. Більше того седани Škoda 1201 були зняті з виробництва у 1959 р., у той час як комерційні варіанти на їх базі продовжували виготовляти на філіалі заводу у Врхлабі.
У 1957—1966 рр. автомобілі Škoda (фургони, універсали та санітарні варіанти) експортувались у СРСР, автомобільна промисловість якого на той час не здатна була задовольнити потреби народного господарства. Загалом було імпортовано 15 806 автомобілів.
| Рік             | 1957 | 1958 | 1959 | 1960 | 1961 | 1962 | 1963 | 1964 | 1965 | 1966 | 1967 | 1968 |
| --------------- | ---- | ---- | ---- | ---- | ---- | ---- | ---- | ---- | ---- | ---- | ---- | ---- |
| кількість, авт. | 578  | 1688 | 3000 | 3016 | 1508 | 1500 | 1501 | 1500 | 1463 | 41   | 1    | 10   |